# Tuvilissuaq

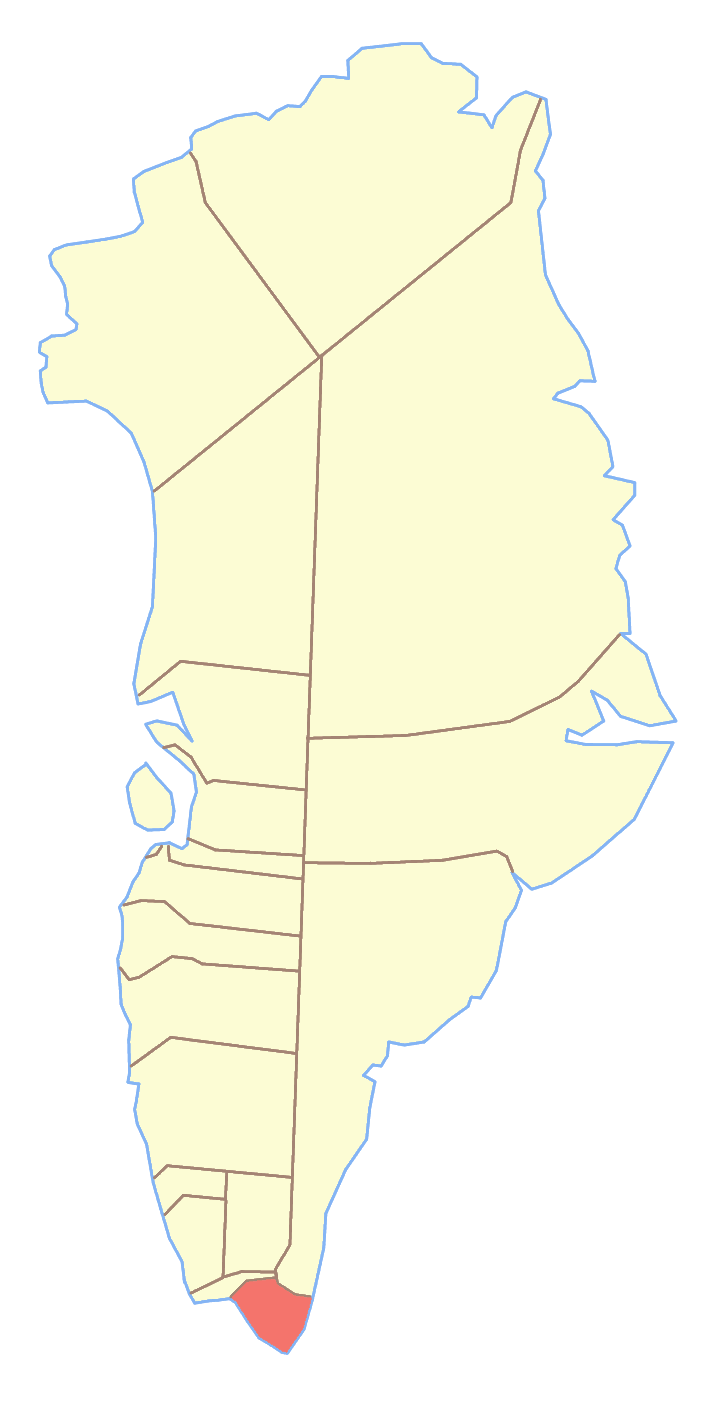
Ex comune di Nanortalik, dove si trova il Tuvilissuaq

Il Tuvilissuaq è una montagna della Groenlandia di 1838 m. Si trova a 60°11'N 44°30'O; appartiene al comune di Kujalleq.